# Djembé d'or
Le Djembé d’Or est une récompense musicale créée en 2000, attribuée dans un premier temps à des musiciens de Guinée, puis s'est étendue ensuite à des artistes d'autres pays africains.

## Historique
Les Djembés d'or se sont tenus annuellement depuis 2000 pendant trois jours.

### Édition 2000
La première édition a récompensé les meilleurs albums de 1990 à 2000, puis les deux éditions suivantes ont célébré des artistes en vogue. À partir de 2004, le concours a commencé à récompenser des artistes du continent en plus des Guinéens.

### Édition 2003
Pendant trois jours, les ballets africains, les griots, les djembéfolas (joueurs émérites de djembé) et les stars du showbiz se sont relayés sur la scène devant un parterre de 2 500 spectateurs, en présence des artistes Alpha Wess, Sékouba Bambino pour la Guinée, Barbara Canam, Joëlle C pour la Côte d’Ivoire, Alioune N’Der pour le Sénégal et Solo Dja Kabako pour le Burkina Faso.
La remise des prix au Palais du peuple de Conakry, a eu lieu en présence des ambassadeurs et ministres.
| N° | Portrait          | Lauréat                 | Catégorie                         |
| 1  | Artiste           | Sékouba Bambino Diabaté | Meilleur Album 2002               |
| 2  | Artiste           | Mata Vieux              | Meilleur Album 2003               |
| 3  | Groupe de musique | Espoirs de Coronthie    | Meilleur Album Traditionnel 2002  |
| 4  | Artiste           | Doudou Benni            | Meilleur Album Traditionnel 2003  |
| 5  | Artiste           | Kamaldine               | Meilleur Album Féminin 2002       |
| 6  | Artiste           | Yarie Touré             | Meilleur Album Féminin 2003       |
| 7  | Artiste           | Alpha Wess              | Meilleur Album rap ou reggae 2002 |
| 8  | Artiste           | Daddy Cool              | Meilleur Album rap ou reggae 2003 |
| 9  | Groupe de musique | Madada de Kamaldine     | Meilleur Vidéo-clip 2002          |
| 10 | Artiste           | Batafon                 | Meilleur Vidéo-clip 2003          |

Volet international
| N° | Portrait | Lauréat        | Catégorie                                        | Nationalité   |
| 1  | Artiste  | Youssou N’Dour | Meilleure vedette du Sénégal 2002 – 2003         | Sénégal       |
| 2  | Artiste  | Salif Keita    | Meilleure vedette du Mali 2002 – 2003            | Mali          |
| 3  | Artiste  | Meiway         | Meilleure vedette de la Côte d’Ivoire 2002 -2003 | Côte d'Ivoire |
| 4  | Artiste  | Alan Cavé      | Meilleure vedette des Antilles 2002 – 2003       | États-Unis    |
| 5  | Artiste  | Nelly          | Meilleure vedette de Rap USA 2002 – 2003         | États-Unis    |